# أرجون جيل
أرجون جيل هو مصارع هاوي كندي، ولد في 11 يونيو 1991 في كينيل في كندا.

## روابط خارجية
- أرجون جيل على موقع قاعدة بيانات المصارعة الدولية (الإنجليزية)
- أرجون جيل على موقع اللجنة الأولمبية الكندية (الإنجليزية)
- أرجون جيل على موقع اتحاد ألعاب الكومنولث (مؤرشف) (الإنجليزية)